# Kippevikholmen
Kippevikholmen ou Kjeppevikholmen est une île norvégienne dans le comté de Hordaland. Elle fait partie du territoire de l'ancienne commune de Meland, aujourd'hui rattachée à Alver.

## Géographie
Rocheuse et couverte d'arbres à l'exception de ses côtes, à fleur d'eau, elle s'étend sur environ 89 m de longueur pour une largeur approximative de 67 m.